# Staurope du hêtre
Stauropus fagi · Écureuil, Bombyx du hêtre
Pour les articles homonymes, voir Écureuil (homonymie).
Espèce
L'Écureuil ou le Staurope du hêtre ou Bombyx du hêtre (Stauropus fagi) est une espèce de lépidoptères (papillons) de la famille des Notodontidae.
Son nom vernaculaire d'Écureuil provient de l'étonnant aspect de sa chenille, évoquant cet animal.

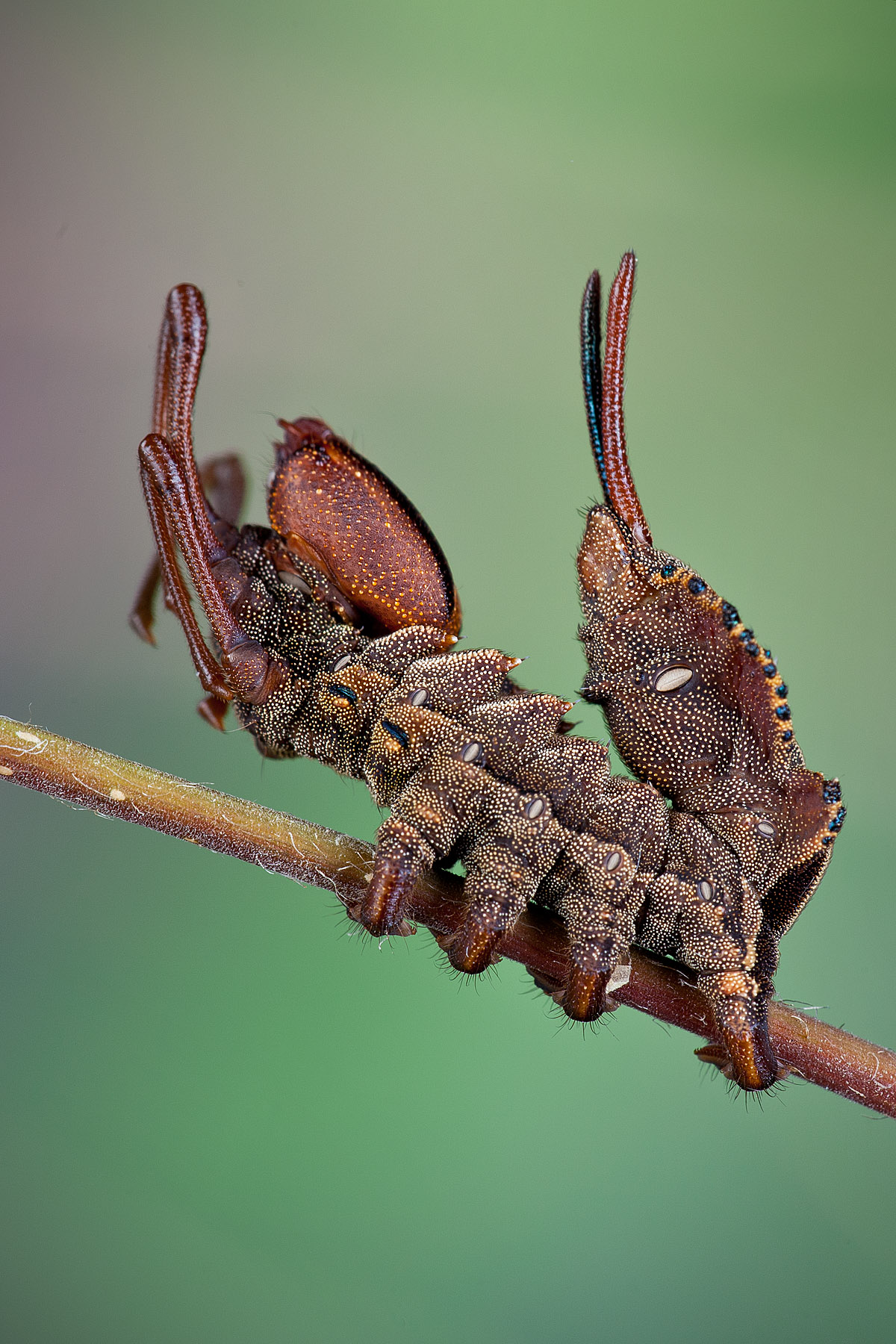
Chenille.
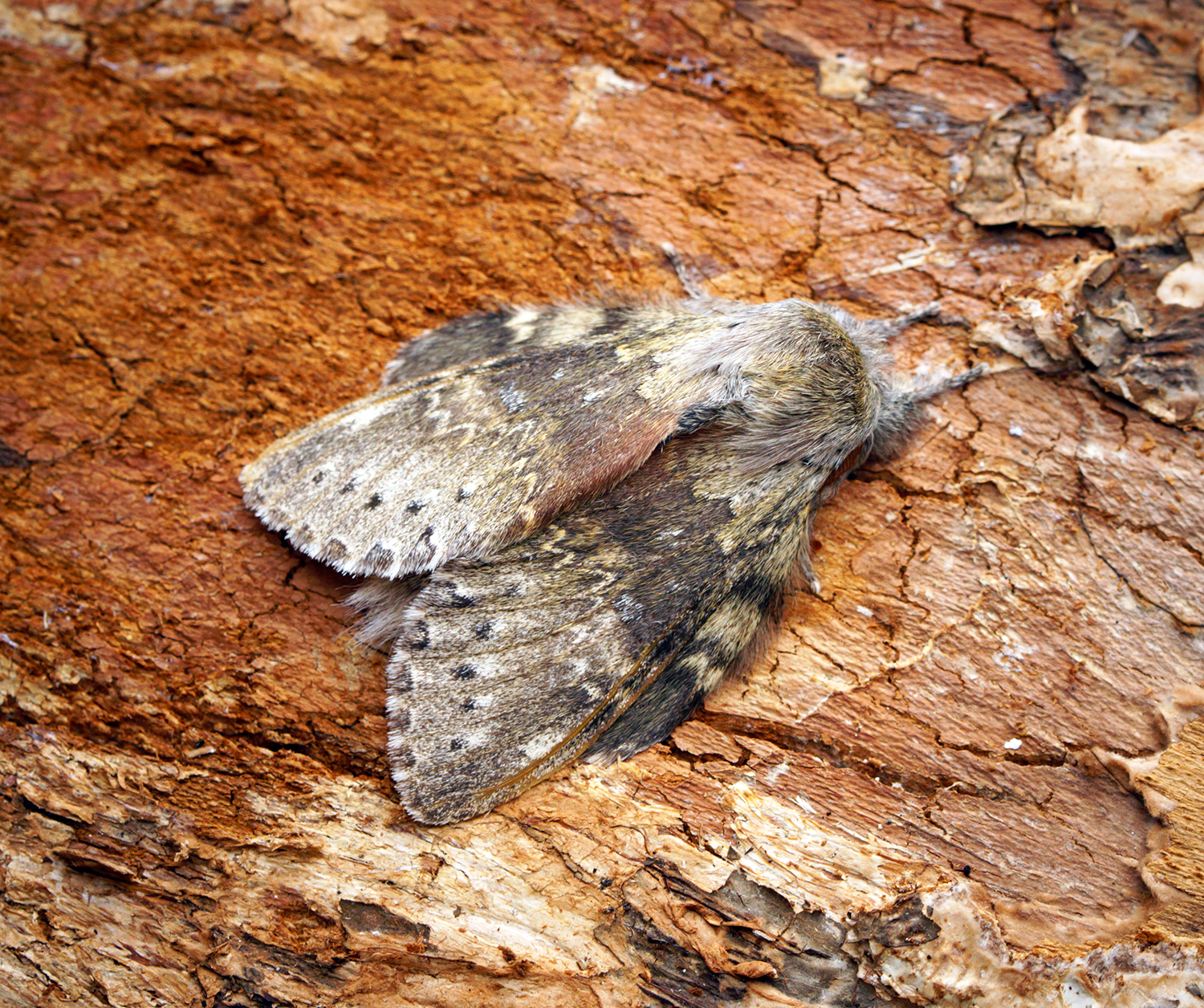
Imago.

- Dénomination sous-genre compris : Stauropus (Stauropus) fagi
- Répartition : de l’Europe au Japon.
- Envergure du mâle : 24 à 27 mm.
- Période de vol : de mai à fin août en une, voire deux, génération.
- Habitat : bois.
- Plantes hôtes : Fagus, Quercus, Betula, Corylus, Alnus, etc.

## Source
- P.C. Rougeot, P. Viette, Guide des papillons nocturnes d'Europe et d'Afrique du Nord, Delachaux et Niestlé, Lausanne 1978.